# أكاكوس (أسطورة)

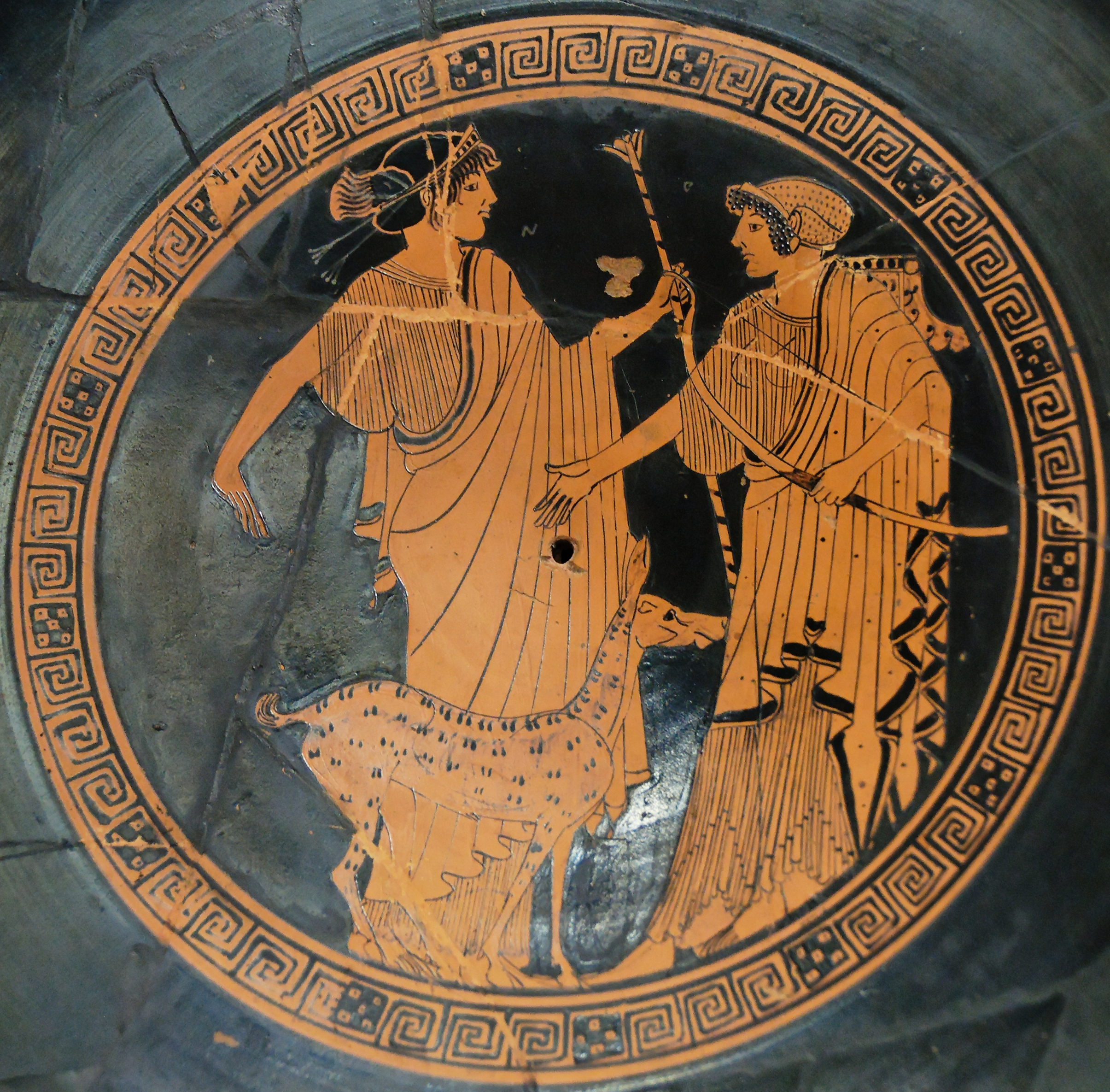

أكاكوس في الميثولوجيا الإغريقية كان ملك أكاسيسيوم في أركاديا

## عائلته ومنشأه
هو ابن ليكون، والأب بالرضاعة لهيرميس. ميا أنجبت هيرمس في الكهف المقدس في جبل كيليني في أركاديا، وقد نشأ عند أكاكوس. يعتقد أنه هو من أسس مدينة أركاديا في أكاسيزيوم حيث صار ملكا عليها.